# Vaterstetten
Vaterstetten ist die bevölkerungsreichste Gemeinde im oberbayerischen Landkreis Ebersberg sowie seit 2011 die nach Unterhaching zweitbevölkerungsreichste Gemeinde Bayerns, die weder die Bezeichnung Stadt noch Markt führt. Der gleichnamige Hauptort ist Sitz der Gemeindeverwaltung und befindet sich etwa 17 km östlich der Landeshauptstadt München und 18 km westlich der Kreisstadt Ebersberg. Vaterstetten ist eine von 13 sogenannten leistungsfähigen kreisangehörigen Gemeinden in Bayern. Bis 1978 trug die Gemeinde den Namen Parsdorf.

## Geographie

### Lage
Die Gemeinde liegt in der Region München am Übergang der Münchner Schotterebene zum Ebersberger Forst und grenzt an den Landkreis München.

### Gemeindegliederung
Es gibt sieben Gemeindeteile (in Klammern ist der Siedlungstyp angegeben):
- Baldham (Pfarrdorf)
- Hergolding (Dorf)
- Neufarn (Pfarrdorf)
- Parsdorf (Kirchdorf)
- Purfing (Kirchdorf)
- Vaterstetten (Pfarrdorf)
- Weißenfeld (Kirchdorf)

Es gibt die Gemarkungen Parsdorf, Pöring (nur Gemarkungsteil 0) und Zorneding (nur Gemarkungsteil 0).

### Nachbargemeinden
Im Norden beginnend, grenzt Vaterstetten im Uhrzeigersinn an die Gemeinden Poing, Anzing, die gemeindefreien Gebiete Anzinger Forst und Eglhartinger Forst, Zorneding, Grasbrunn, Haar und Feldkirchen.

## Geschichte

### Bis zur Gemeindegründung
Da das heutige Gemeindegebiet auf der Grenze der Münchner Schotterebene liegt, ist eine frühe Besiedelung im südlichen Teil eher unwahrscheinlich, da der Ackerbau hier unvorteilhaft war gegenüber dem nördlichen Teil. Demnach ist Purfing der älteste Ort der Gemeinde, dort ist man auf eine Siedlung aus der Zeit zwischen 750 und 600 v. Chr. gestoßen.
Vaterstetten wurde vom altbajuwarischen Geschlecht der Fater gegründet.
Bis 1056 war der Ortsteil Weißenfeld (Wizzinvelt) im Besitz des römisch-deutschen Kaisers Heinrich III. als Reichsgut. Wie bedeutungsvoll diese Länderei für den Kaiser gewesen sein muss, zeigt, dass er noch auf seinem Sterbebett im Jahr 1056 seine Gattin mit Verhandlungen über dessen Besitzrecht beauftragte.
Im Sommer des Jahres 1800 wurde der Parsdorfer Waffenstillstand von Generalmajor Franz Joseph von Dietrichstein und General Jean Victor Moreau unterzeichnet, der mit der Schlacht bei Hohenlinden beendet wurde. Kurz danach, im Jahr 1818, wurde durch die königlich-bayerische Gebietsreform die Gemeinde Parsdorf gegründet, die die bis dahin bestehenden Steuerdistricten ersetzte. Den Verwaltungssitz der Gemeinde erhielt Parsdorf wohl aufgrund seiner damals bedeutenden Poststation.

### 19. bis 21. Jahrhundert
Die aufstrebende Bevölkerungsentwicklung der Gemeinde begann mit dem Anschluss an den Bau der Bahnstrecke München–Rosenheim im Jahr 1871.

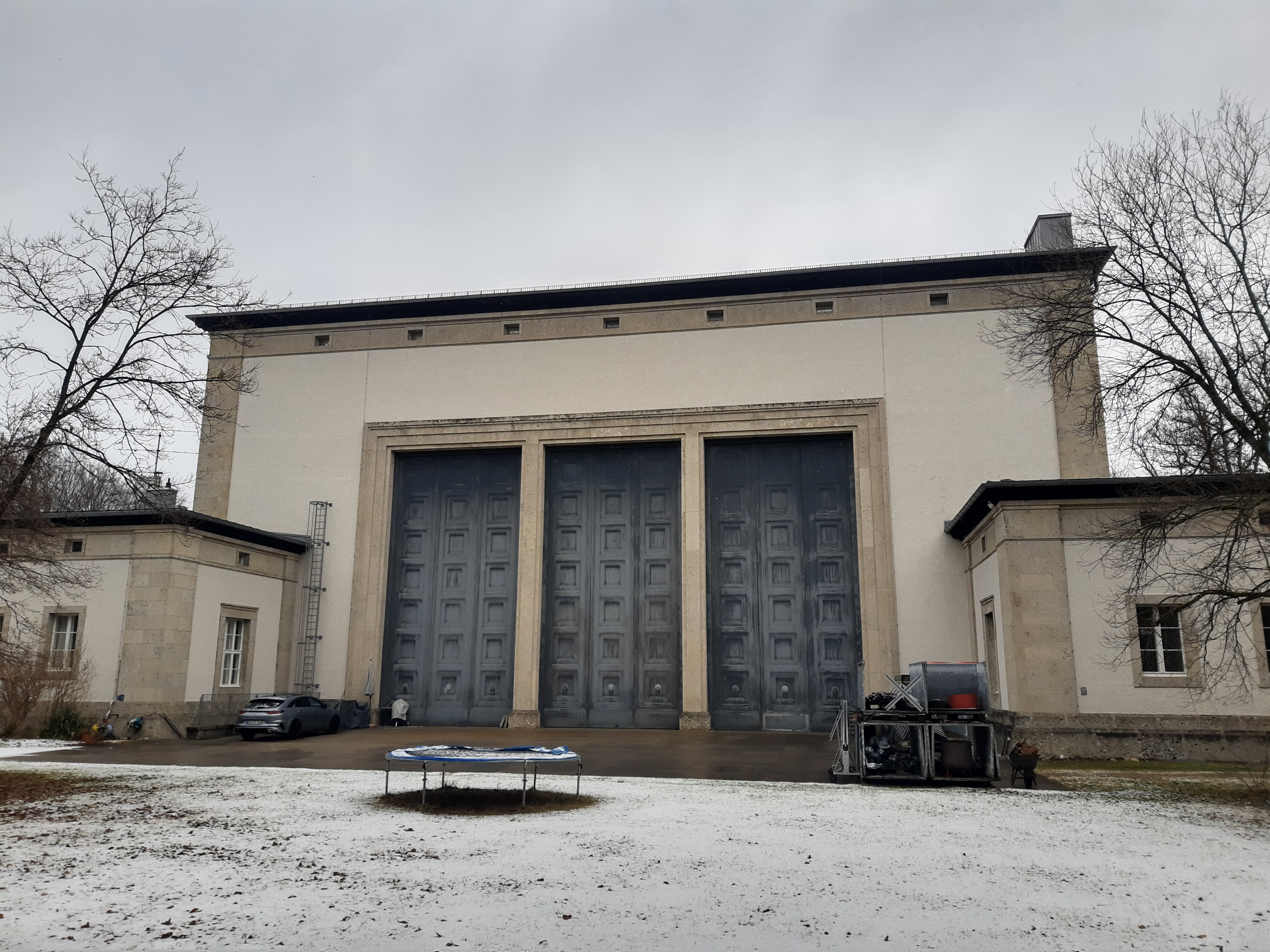
Thorak-Atelier

Die Kolonie Baldham, damals noch zur Gemeinde Zorneding gehörig, wurde vor Beginn des Zweiten Weltkriegs als Standort für das „Thorak-Atelier“ von Hitlers Bildhauer Josef Thorak gewählt. Das von Albert Speer zwischen 1938 und 1941 errichtete Gebäude (heute Waldstraße 17) besteht aus einem zentralen Baukörper mit einer Höhe von 18 Meter und einer Grundfläche von 700 m². Das Areal steht unter Denkmalschutz und wird heute von der Archäologischen Staatssammlung als Depot genutzt.

Am 19. Juli 1944 stürzte ein US-amerikanischer Bomber des Typs Consolidated B-24J-105-Co mit der Seriennummer 44-40444 nach Flakbeschuss in den Wald zwischen Vaterstetten und dem Nachbarort Ottendichl. Fünf der zehn Besatzungsmitglieder unter der Führung von Captain John C. Sandall (* 1920) starben. Am Unfallort wurde 2009 eine Gedenktafel, gestaltet von Heike Rose und Bernd W. Schmidt-Pfeil, enthüllt.

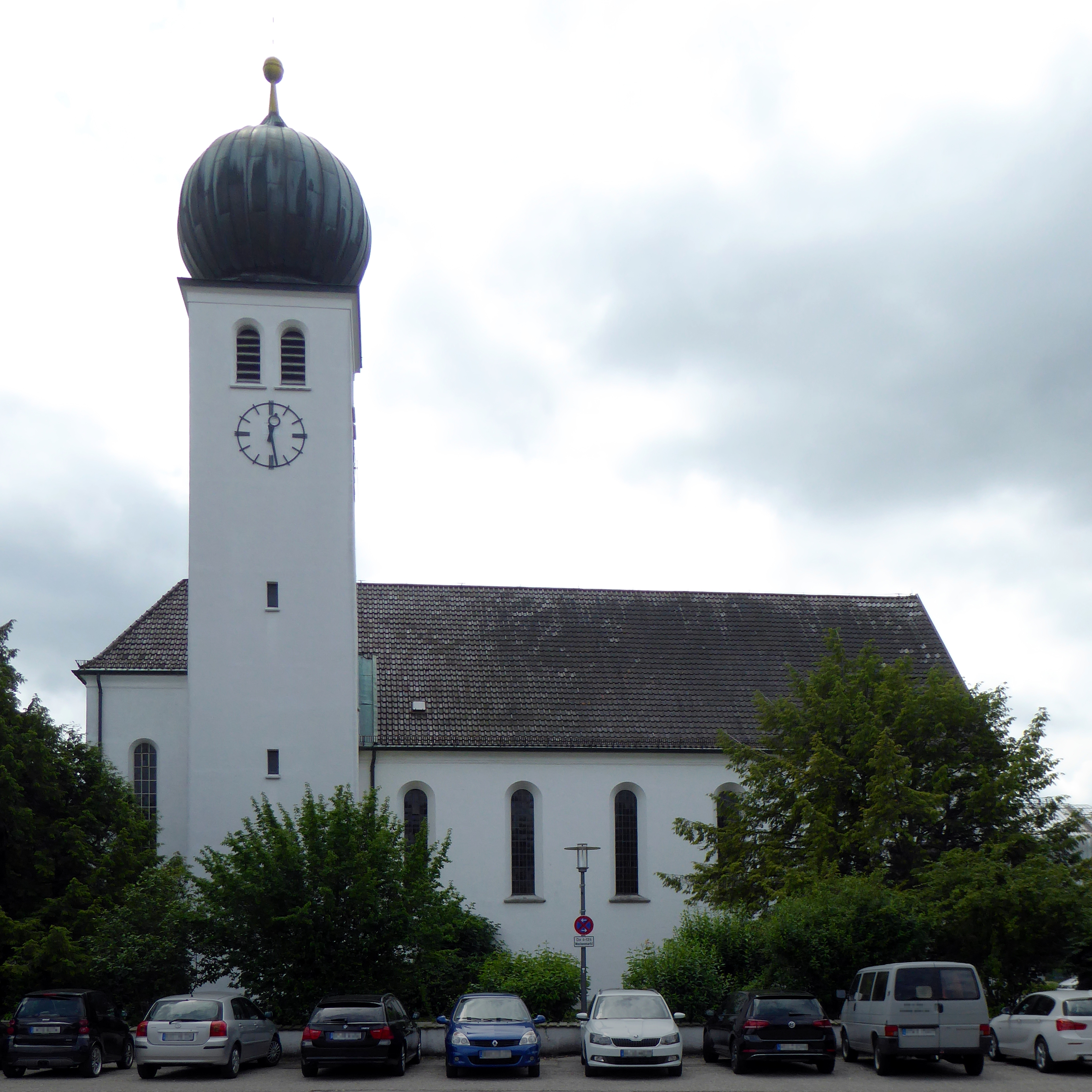
Kirche zum Kostbaren Blut Christi

Die Gemeindegrenzen der heutigen Gemeinde Vaterstetten entstanden erst mit der Gebietsreform in Bayern 1978. Zuvor bildete Vaterstetten zusammen mit den Gemeindeteilen Parsdorf, Baldham (heutiges „Baldham Dorf“), Hergolding, Neubaldham, Neufarn, Purfing und Weißenfeld die Gemeinde Parsdorf. Am 1. Mai 1978 wurden aus der damaligen Gemeinde Pöring der Gemeindeteil Pöring Waldkolonie und aus der Gemeinde Zorneding der Gemeindeteil Kolonie Baldham nach Parsdorf eingegliedert. Am 2. Mai 1978 erfolgte die Umbenennung in Gemeinde Vaterstetten, da innerhalb der Gemeinde eine deutliche Verlagerung der Siedlungsschwerpunkte in die Orte Vaterstetten und Neubaldham stattgefunden hatte.

### Einwohnerentwicklung
Zwischen 1988 und 2018 wuchs die Gemeinde von 18.268 auf 23.422 um 5.154 Einwohner bzw. um 28,2 %.
| Stichtag           | Einwohner | Erhebungsart   | Einzelnachweis |
| ------------------ | --------- | -------------- | -------------- |
| 1. Dezember 1840   | 887       | Volkszählung   | [ 10 ] [ 13 ]  |
| 3. Dezember 1867   | 997       | Volkszählung   | [ 14 ]         |
| 1. Dezember 1871   | 988       | Volkszählung   | [ 10 ] [ 13 ]  |
| 1. Dezember 1900   | 1171      | Volkszählung   | [ 10 ] [ 13 ]  |
| 1. Dezember 1910   | 1.407     | Volkszählung   | [ 15 ]         |
| 16. Juni 1925      | 1.565     | Volkszählung   | [ 10 ] [ 13 ]  |
| 17. Mai 1939       | 2.059     | Volkszählung   | [ 10 ] [ 13 ]  |
| 1945               | 1.300     | ?              |                |
| 13. September 1950 | 4.406     | Volkszählung   | [ 10 ] [ 13 ]  |
| 31. Dezember 1956  | 5.606     | Fortschreibung | [ 16 ]         |
| 31. Dezember 1960  | 6.815     | Fortschreibung | [ 16 ]         |
| 6. Juni 1961       | 6.738     | Volkszählung   | [ 10 ] [ 13 ]  |
| 31. Dezember 1965  | 8.854     | Fortschreibung | [ 16 ]         |
| 27. Mai 1970       | 11.522    | Volkszählung   | [ 10 ] [ 13 ]  |
| 31. Dezember 1975  | 15.910    | Fortschreibung | [ 16 ]         |
| 31. Dezember 1980  | 17.979    | Fortschreibung | [ 16 ]         |
| 31. Dezember 1985  | 18.584    | Fortschreibung | [ 16 ]         |
| 25. Mai 1987       | 17.843    | Volkszählung   | [ 10 ] [ 13 ]  |
| 31. Dezember 1990  | 18.751    | Fortschreibung | [ 16 ]         |
| 31. Dezember 1995  | 19.649    | Fortschreibung | [ 16 ]         |
| 31. Dezember 2000  | 20.978    | Fortschreibung | [ 16 ]         |
| 31. Dezember 2005  | 21.158    | Fortschreibung | [ 16 ]         |
| 31. Dezember 2010  | 22.070    | Fortschreibung | [ 16 ]         |
| 9. Mai 2011        | 21.069    | Volkszählung   | [ 17 ]         |
| 31. Dezember 2015  | 22.768    | Fortschreibung | [ 16 ]         |
| 31. Dezember 2020  | 24.789    | Fortschreibung | [ 16 ]         |
| 31. Dezember 2022  | 25.530    | Fortschreibung | [ 16 ]         |

Einwohnerentwicklung von Vaterstetten von 1867 bis 2017 nach nebenstehender Tabelle

- Zum Jahr 1961: Von den 06.738 Einwohnern gehörten 5.420 zur damaligen Gemeinde Parsdorf, 1.146 zu Neubaldham und zur Kolonie Baldham sowie 172 zur Waldkolonie Pöring.
- Zum Jahr 1970: Von den 11.522 Einwohnern gehörten 9.058 zur damaligen Gemeinde Parsdorf, 2.464 zu Neubaldham und zur Kolonie Baldham sowie 233 zur Waldkolonie Pöring.

## Politik

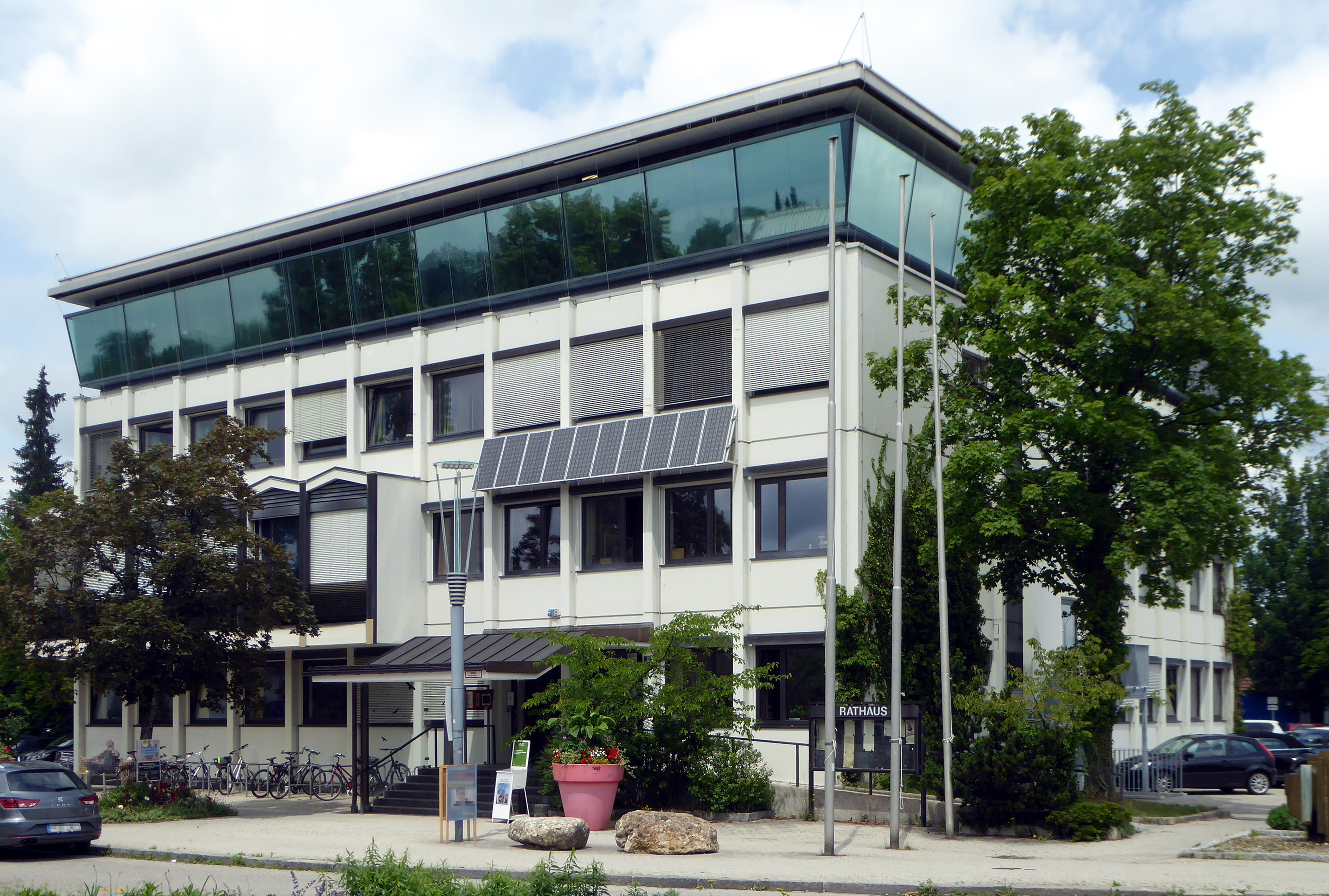
Rathaus Vaterstetten

- CSU: 12
- Grüne: 7
- SPD: 6
- FW: 2
- FDP: 2
- fraktions- und parteilos: 1

### Gemeinderat
Der Gemeinderat umfasst 30 Sitze. Der Bürgermeister wird getrennt durch die Bürgermeisterwahl gewählt und hat die 31. Stimme.
Bei der letzten Wahl für den Gemeinderat vom 15. März 2020 gewannen die Grünen 3 Sitze (nun 7). Die CSU bleibt mit 12 Sitzen weiter stärkste Kraft, verlor jedoch einen Sitz. Die SPD konnte ihre fünf Sitze verteidigen, die AfD verlor einen Sitz, die FDP gewann einen Sitz hinzu. Die Freien Wähler verloren zwei Sitze und sind mit drei Sitzen vertreten. Durch eine parteiinterne Spaltung bei den Freien Wählern entschied sich Wolfgang Schermann, künftig der SPD-Fraktion anzugehören. Brigitte Fischbacher, die für die AfD kandidierte, entschied sich nach der Wahl für einen Parteiaustritt. Sie gehört dem Gremium nun als partei- und fraktionsloses Mitglied an. Im Juli 2022 schied Renate Will aufgrund eines Umzugs und der damit verbundenen Verlust des Mandats aus dem Gemeinderat aus. Nachfolger ist der FDP-Politiker Martin Hagen, der unmittelbarer Listennachfolger Wills ist.

### Bürgermeister
Erster Bürgermeister ist Leonhard Spitzauer (CSU). Bei der Stichwahl am 29. März 2020 setzte er sich mit 50,66 Prozent knapp gegen seine Konkurrentin Maria Wirnitzer (SPD) mit 49,34 Prozent durch, das entspricht einem Stimmenunterschied von 186. Insgesamt bewarben sich 5 Kandidaten um den Bürgermeisterposten. Im ersten Wahlgang am 15. März erhielt Spitzauer 39,1 Prozent, vor Maria Wirnitzer mit 27,8 Prozent. Die Kandidaten David Göhler (Grüne, 14,8 %), Roland Meier (Freie Wähler, 11,7 %) und Klaus Willenberg (FDP, 6,7 %) verpassten den Einzug in die Stichwahl. Vorgänger Georg Reitsberger (Freie Wähler) durfte aus Altersgründen nicht erneut für das Bürgermeisteramt kandidieren.
In der konstituierenden Gemeinderatssitzung vom 7. Mai 2020 wurde Maria Wirnitzer (SPD) mit 25 von 30 gültigen Stimmen zur zweiten Bürgermeisterin gewählt. Dritter Bürgermeister ist Roland Meier (FW), der sich mit 18 zu 13 Stimmen durchsetzte.

#### Erste Bürgermeister der Gemeinde Vaterstetten seit 1978
- 1978–1984: Martin Berger (seit 1972 Bürgermeister der Gemeinde Parsdorf)
- 1984–1988: Hermann Bichlmaier (CSU)
- 1989–2001: Peter Dingler (SPD)
- 2001–2013: Robert Niedergesäß (CSU)
- 2013–2020: Georg Reitsberger (Freie Wähler)
- seit 2020: Leonhard Spitzauer (CSU)

### Wappen
| | Blasonierung: „Wellenförmig schräglinks geteilt von Silber und Blau; oben ein grünes Seeblatt mit grünem Stiel, unten ein goldener Pfahl.“ |
| Wappenbegründung: Dieses Wappen war bis 1978 schon das Wappen der Gemeinde Parsdorf. Das grüne Seeblatt stammt aus dem Wappen des Klosters Tegernsee und verweist auf die schon seit 1186 durch die von Papst Urban III belegte Zugehörigkeit der Kirche Vaterstetten. Der Pfahl symbolisiert die Altstraßen, an denen der Gemeindeteil Neufarn liegt. Der Ortsname ist als Straßenkreuzung zu deuten. Mit einem Beschluss des Gemeinderats und der Zustimmung des Staatsministeriums des Innern wurde das Wappen festgelegt. Am 13. März 1969 ist es in Kraft getreten. | |

### Gemeindepartnerschaften
- Frankreich: Seit 1982 mit Allauch
- Äthiopien: Seit 1994 mit Alem Katema
- Kroatien: Seit 2009 mit Trogir

## Kultur und Sehenswürdigkeiten

### Baudenkmäler

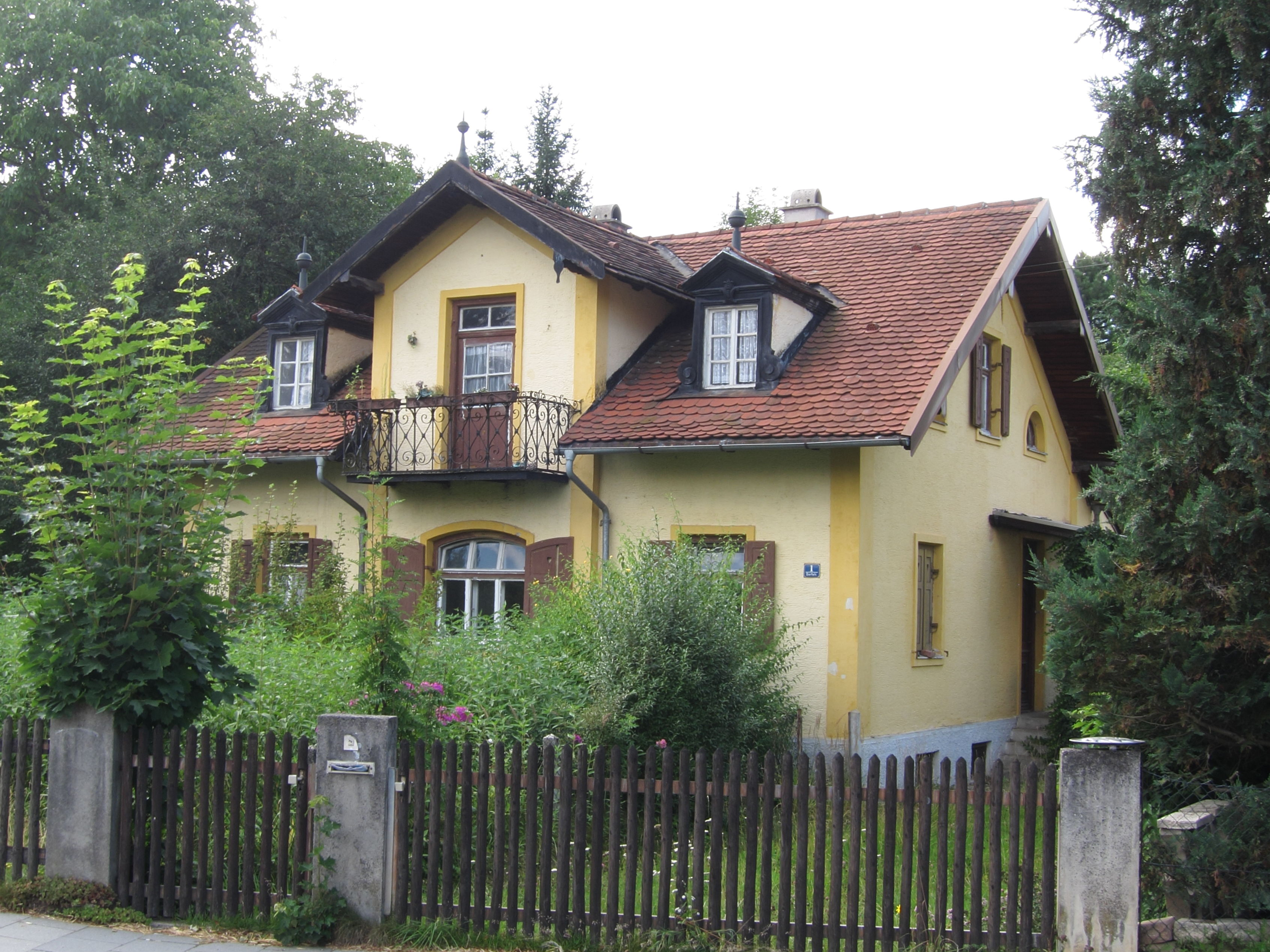
Baudenkmal Scheckenhoferhaus

Baudenkmäler in der Gemeinde Vaterstetten sind in erster Linie die historischen (vor dem 20. Jahrhundert erbauten) Kirchen und Kapellen. Dazu kommen einige Wohn- oder Pfarrhäuser, der Gasthof Stangl in Neufarn, das Thorak-Atelier in Baldham und die Brennerei in Parsdorf.

### Religion
Im katholischen Pfarrverband Vaterstetten (bestehend aus den Pfarreien Vaterstetten und Baldham sowie der Kuratie Neufarn) befinden sich insgesamt acht Kirchen:
- Zum kostbaren Blut Christi (Vaterstetten)
- St. Korbinian (Baldham-Dorf)
- St. Christophorus (Neukeferloh, liegt außerhalb der politischen Gemeinde Vaterstetten)
- St. Pankratius (Vaterstetten)
- St. Bartholomäus (Weißenfeld)
- St. Nikolaus (Parsdorf)
- St. Peter und Paul (Neufarn)
- Maria Königin (Baldham)

Außerdem im Gemeindegebiet befindet sich die katholische Kirche St. Laurentius (Purfing) als Filialkirche der Kirche Mariä Geburt (Anzing) im Pfarrverband Anzing-Forstinning.
Für die evangelischen Christen in den Ortsteilen Vaterstetten und Baldham ist die evangelisch-lutherische Petrikirche in Baldham das Zentrum. Diejenigen Ortsteile, die bis 1978 die Gemeinde Parsdorf gebildet hatten (Hergolding, Neufarn, Parsdorf, Purfing und Weißenfeld), gehören zum Gemeindegebiet der evangelisch-lutherischen Kirchengemeinde Feldkirchen.

### Regelmäßige Veranstaltungen
- Rathauskonzerte
- Maibaumaufstellen
- Straßenfest (jährlich)
- Neujahrsempfang der Gemeinde Vaterstetten (jährlich, seit 1986) mit der Ehrung ehrenamtlich engagierter Bürger[25]
- Sonnwendfeuer der Feuerwehr Vaterstetten (jährlich, seit den 1970er-Jahren)[26]
- Volksfest (jährlich)
- Strohballenpool der Jungen Union Vaterstetten (jährlich)
- Chornacht in der Pfarrkirche (alle zwei Jahre)
- Töpfermarkt (jährlich)
- Wollmarkt der Vereinigung Bayerischer Milchschafhalter e. V. (jährlich, seit 1991), nach eigenen Angaben größter Wollmarkt Deutschlands[27]
- Weißenfelder Kinderbühne „Kindermärchen“
- Christkindlmarkt

### Naturschutz
In der Gemeinde Vaterstetten gibt es keine Naturschutzgebiete, Landschaftsschutzgebiete, FFH-Gebiete oder eingetragenen Geotope. Jedoch gibt es einen geschützten Landschaftsbestandteil, das Ernst-Mach-Wäldchen in Vaterstetten, sowie drei Naturdenkmäler: Den Heidehang westlich des Stürzerbergs in Purfing (seit 1954), eine Esche an der Westseite eines Hofes in Purfing (seit 1959) sowie eine Douglasie am Luitpoldring 12 in Vaterstetten (seit 1974).

### Gartenstadt-Charakter
Während die übrigen Gemeindeteile eher ländlich geprägt blieben, entstanden in den Hauptorten Baldham und Vaterstetten viele großzügige, locker bebaute Wohngrundstücke mit großen Gärten. Daher wurde und wird Vaterstetten oftmals der Charakter einer Gartenstadt zugeschrieben. In jüngeren Jahren wird dieser Charakter immer wieder aufgrund von Neubaugebieten und Nachverdichtung in Gefahr gesehen; dem soll auch durch den Erlass von Bebauungsplänen entgegengewirkt werden.
Bereits am 29. April 1900 wurde der Verein für Gartenbau und Ortsverschönerung Vaterstetten e. V. gegründet. Mit rund 500 Mitgliedern zählt er heute zu den größten Vereinen der Gemeinde. Der Verein vernetzt private Gartenbesitzer und organisiert Aktionen zur Ortsverschönerung, wie etwa die Pflanzung der Allee in der Verdistraße. In jüngerer Zeit setzt er sich zudem für einen Erhalt der Artenvielfalt ein, etwa durch eine ökologische und bienenfreundliche Gartengestaltung. Seit 2016 unterhält der Verein den öffentlichen „Rohrer-Loderer-Garten“ als „Vereins-, Schau- und Lehrgarten“ in der Waldstraße in Baldham auf einem Erbgrundstück der Gemeinde.
Seit dem Jahr 1984 pflanzt die Vaterstettener Ortsgruppe des Bund Naturschutz in Anlehnung an das in Oberbayern übliche Maibaumaufstellen jedes Jahr zum 1. Mai einen „Lebendigen Maibaum“, oftmals in Zusammenarbeit mit dem Gartenbauverein.

## Wirtschaft und Infrastruktur

### Verkehr

#### Straßenverkehr
Vaterstetten liegt an der B 304, die hier Wasserburger Landstraße heißt – wie auch in München-Trudering. Westlich der Gemeinde verläuft die A 99 mit der Autobahnraststätte Vaterstetten und der Anschlussstelle Haar an die B 304. Im Norden quert die A 94 München–Passau mit der Ausfahrt Parsdorf. Der Flughafen München ist über die Straße etwa 42 km entfernt.

#### Eisenbahn
Durch die Gemeinde Vaterstetten verläuft südlich der Ortsmitte die Bahnstrecke München–Rosenheim. Die Bahnstrecke wurde am 15. März 1871 eröffnet, damals war noch kein Halt innerhalb der Gemeinde vorgesehen. Aufgrund der wichtigen Bedeutung als Fernverkehrslinie in Richtung Süden und Südosten wurde die Bahnstrecke nach Rosenheim schon 1892 zweigleisig ausgebaut. 1897 wurde das östliche Vorortbahnnetz der Stadt München ausgebaut, sodass im Ortsteil Vaterstetten und im Ortsteil Baldham am 1. Mai 1897 jeweils ein Haltepunkt eingerichtet wurde. Im Jahr 1927 folgte die Elektrifizierung der Strecke, der Bahnhof Vaterstetten war trotz der zahlreichen Schnellzüge auf der Strecke nur durch einfache Personenzüge an München und Grafing angeschlossen. Seit der Inbetriebnahme des Münchner S-Bahn-Netzes werden die in Vaterstetten liegende Haltepunkte Vaterstetten und Baldham nur noch von S-Bahn-Zügen bedient. Der Halt von einigen Regionalverkehrszügen in Richtung Rosenheim ist entfallen.
| Linie | Linienverlauf |
| ----- | --- |
| S4    | Geltendorf – Türkenfeld – Grafrath – Schöngeising – Buchenau – Fürstenfeldbruck – Eichenau – Puchheim – Aubing – Leienfelsstraße – Pasing – Laim – Hirschgarten – Donnersbergerbrücke – Hackerbrücke – Hauptbahnhof – Karlsplatz (Stachus) – Marienplatz – Isartor – Rosenheimer Platz – Ostbahnhof – Leuchtenbergring – Berg am Laim – Trudering (– Gronsdorf – Haar – Vaterstetten – Baldham – Zorneding – Eglharting – Kirchseeon – Grafing Bahnhof – Grafing Stadt – Ebersberg) |
| S6    | Tutzing – Feldafing – Possenhofen – Starnberg – Starnberg Nord – Gauting – Stockdorf – Planegg – Gräfelfing – Lochham – Westkreuz – Pasing – Laim – Hirschgarten – Donnersbergerbrücke – Hackerbrücke – Hauptbahnhof – Karlsplatz (Stachus) – Marienplatz – Isartor – Rosenheimer Platz – Ostbahnhof – Leuchtenbergring – Berg am Laim – Trudering – Gronsdorf – Haar – Vaterstetten – Baldham – Zorneding – Eglharting – Kirchseeon – Grafing Bahnhof – Grafing Stadt – Ebersberg  |

Die Haltepunkte werden heute im 20-Minuten-Takt von Zügen der S-Bahn-Linie S6, die von Tutzing über Starnberg, München, Vaterstetten, Zorneding, Grafing nach Ebersberg führt (Stand Dezember 2016), bedient. In der Hauptverkehrszeit fahren zusätzliche S-Bahnen der S-Bahn-Linie S4, die von Geltendorf über München, Vaterstetten, Zorneding nach Grafing Bahnhof führt, ebenfalls im 20-Minuten-Takt. Somit wird zwischen München und Grafing Bahnhof in den Hauptverkehrszeiten ein 10-Minuten-Takt hergestellt.
Die gute Verbindung nach München mit der S-Bahn wird als ein Grund für die seit den 70er-Jahren steigenden Bevölkerungszahlen und Grundstücks- bzw. Mietpreisen gesehen.

#### Nahverkehr
Die Gemeinde Vaterstetten liegt im Tarifgebiet des Münchner Verkehrs- und Tarifverbunds (MVV). Im Gemeindegebiet verkehren neun Buslinien (Stand April 2024). Die zentralen Verkehrsknoten bilden dabei die S-Bahnhöfe Vaterstetten und Baldham.
Die Buslinie 451 verkehrt seit dem Fahrplanwechsel im Dezember 2023 als Ring- und Quartierslinie im 40-Minuten-Takt in beiden Richtungen durch die Orte Baldham und Vaterstetten und bedient dabei unter anderem die S-Bahnhöfe sowie öffentliche Einrichtungen wie Schulen, Rathaus, Friedhof oder Ärztehaus.
Die Buslinie 452 verkehrt vom S-Bahnhof Vaterstetten über die Ortsteile Baldham-Dorf, Hergolding, Weißenfeld und Parsdorf zum S-Bahnhof Grub (Gemeinde Poing) an der Bahnstrecke München–Simbach. Die Linien 465 und 466 verkehren vom Bahnhof Baldham über unterschiedliche Vaterstettener Ortsteile und Nachbarorte nach Poing, ebenfalls an der Bahnstrecke München–Simbach gelegen.
Die RVO-Buslinie 9410 München–Hohenlinden–Haag–Gars bedient Parsdorf und Neufarn und bietet damit eine Verbindung an den U-Bahnhof Max-Weber-Platz. Seit Januar 2013 verbindet die private Buslinie X400 („Parsdorf-Express“) das Gewerbegebiet Parsdorf mit dem U-Bahnhof Messestadt Ost in München-Riem. Die Linie 459 bedient, aus Hohenlinden kommend, die Orte Forstinning, Anzing, Poing, Neufarn, Parsdorf und Weißenfeld und fährt über Feldkirchen ebenfalls zum U-Bahnhof Messestadt Ost.
Der Ortsteil Purfing ist werktags mit der Linie 446 an die Gemeinden Markt Schwaben, Anzing, Forstinning und Ebersberg verbunden; abends und am Wochenende verkehrt die Linie auch in die Gemeinden Poing, Pliening, Hohenlinden und Forstern, jedoch ohne Halt in Purfing.
Seit dem Fahrplanwechsel im Dezember 2023 fährt die Buslinie 243 von Haar über Neukeferloh bis zur Realschule Baldham, die sich in fußläufiger Entfernung zum S-Bahnhof Baldham befindet. Die Linie 240 hält zwar in fußläufiger Entfernung zum Bahnhof Vaterstetten, verkehrt aber vollständig innerhalb der angrenzenden Gemeinde Grasbrunn.

#### Carsharing
Seit 1992 gibt es in der Gemeinde Vaterstetten einen lokalen Carsharing-Anbieter, die Vaterstettener Auto-Teiler e. V. Der Verein verfügt über mehr als 20 Fahrzeuge von Kleinwagen bis zu 9-Sitzer-Bussen, die über das Gemeindegebiet verteilt auf festen Stellplätzen stehen. Der Verein hat zahlreiche Carsharing-Anbieter im Landkreis Ebersberg als Geburtshelfer mitgegründet und betreibt mit dem Carsharing Fachforum im Internet eine Community für alle Betreiber und Gründer von Carsharing-Vereinen.

#### Radverkehr
Seit 2020 bemüht sich Vaterstetten um die Auszeichnung als „Fahrradfreundliche Kommune“. Im Jahr 2022 wurde die Gemeinde in die Arbeitsgemeinschaft fahrradfreundlicher Kommunen in Bayern (AGFK Bayern) als „Mitglied auf Probe“ aufgenommen. Derzeit  arbeitet die Gemeindeverwaltung an einem Radverkehrskonzept. Die Ausarbeitung eines solchen Konzepts sowie die Umsetzung von Maßnahmen zur Förderung des Radverkehrs ist Voraussetzung für die dauerhafte Mitgliedschaft in der AGFK Bayern.

### Ansässige Unternehmen
Im Laufe der Zeit siedelten sich vorrangig in den verschiedenen Gewerbegebieten im Gemeindegebiet Firmen an, hauptsächlich in den Gewerbegebieten in Parsdorf.
- Einrichtungshaus Segmüller
- Obi, Baumarkt
- Feinkost Käfer
- Kugler Feinkost
- Knitter Switch, Firma für elektronische Schalterbauteile
- Krauss-Maffei[46]

- 1946 gründete Erwin Sick in Vaterstetten die Sick AG. Das Unternehmen zog 1956 nach Waldkirch

Das Gewerbegebiet Parsdorf III befindet sich derzeit im Bau und soll ab 2022 phasenweise bezogen werden. Im Mai 2022 eröffnete BMW dort ein Kompetenzzentrum für Batteriezellen (Cell Manufacturing Competence Centre, CMCC). Nachdem ein Bürgerentscheid gegen die Großproduktion von Batteriezellen im September 2023 keine Mehrheit fand, soll ein entsprechendes Werk mit zunächst 1.600 Arbeitsplätzen folgen. Der Umzug von Krauss-Maffei war ab 2022 geplant und Ende November 2022 abgeschlossen. Das Gewerbegebiet soll 2026 vollständig bezogen sein.

### Bildungseinrichtungen
Im Gemeindegebiet befinden sich vier Grundschulen und drei weiterführende Schulen. Außerdem gibt es die Volkshochschule Vaterstetten und die Musikschule Vaterstetten, die jeweils in Zusammenarbeit mit Nachbargemeinden getragen werden. An öffentlichen Bibliotheken gibt es seit 1952 die Pfarrbücherei Vaterstetten sowie seit 1972 die Gemeindebücherei Vaterstetten.
| Schule                                              | Träger                              | Schülerzahl (SJ 2020/2021) |
| --------------------------------------------------- | ----------------------------------- | -------------------------- |
| Grundschule Baldham, an der Brunnenstraße           | Gemeinde Vaterstetten               | 257                        |
| Grundschule Vaterstetten, an der Wendelsteinstraße  | Gemeinde Vaterstetten               | 264                        |
| Grundschule Parsdorf                                | Gemeinde Vaterstetten               | 137                        |
| Karlheinz-Böhm-Grund- und Mittelschule Vaterstetten | Gemeinde Vaterstetten               | 326 + 165                  |
| Staatliche Realschule Vaterstetten in Baldham       | Zweckverband aus mehreren Gemeinden | 1132                       |
| Humboldt-Gymnasium Vaterstetten in Baldham          | Landkreis Ebersberg                 | 1562                       |

## Sport

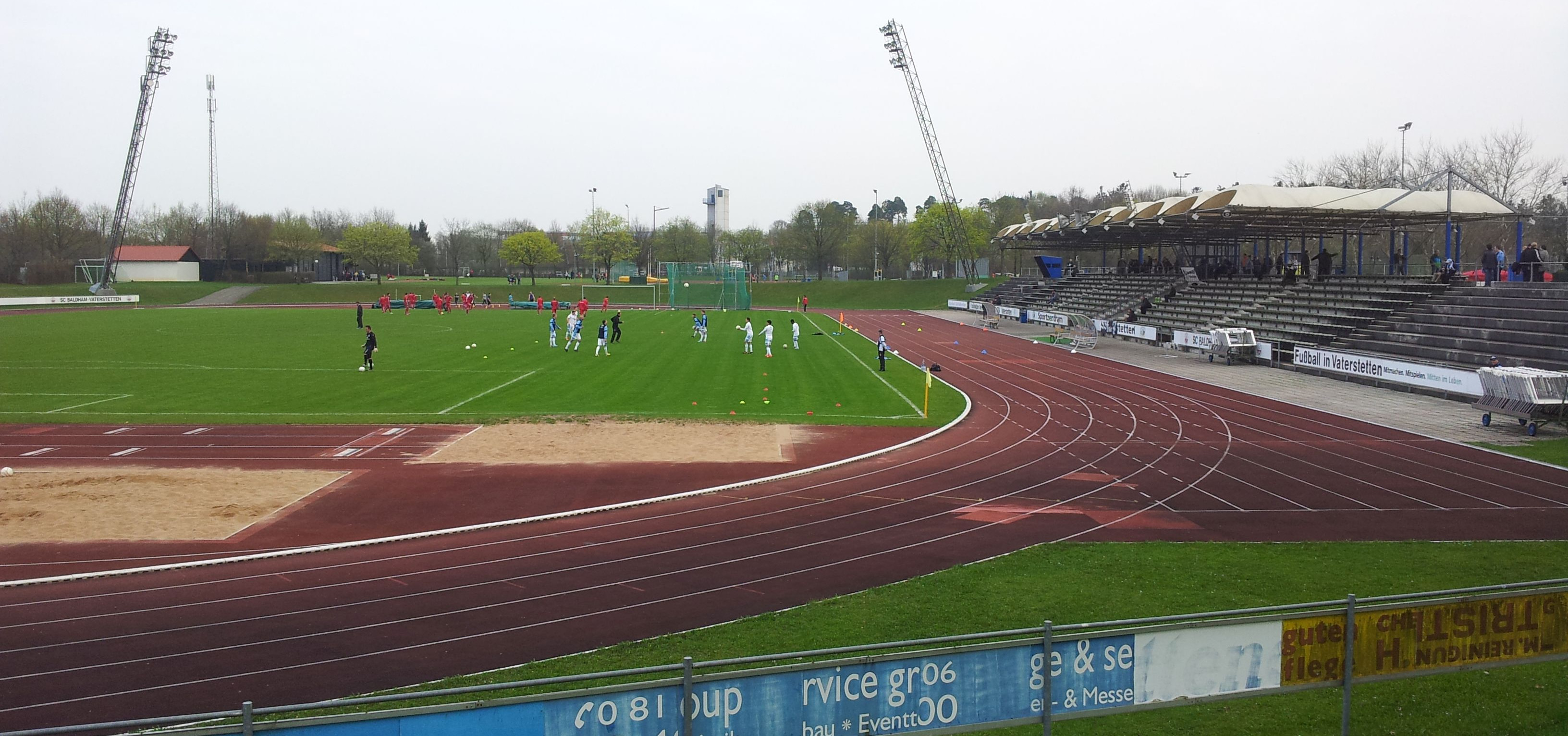
Sportzentrum Vaterstetten, April 2013

Das Sportzentrum Vaterstetten verfügt über ein Stadion, diverse Rasen-Fußballfelder, Handball-, Basketball und Beachvolleyball-Felder sowie einem Kunstrasenplatz. Das Gelände wird gelegentlich auch für überörtliche Zwecke benutzt, so z. B. als Austragungsort der Deutschen Leichtathletik-Mehrkampfmeisterschaften sowie als Trainingsgelände des Juventus Turin im Vorfeld des Champions-League-Viertelfinales 2012/13 und der Athleten der European Championships 2022 in München.

### Sportvereine
- Der TSV Vaterstetten wurde im Jahre 1962 gegründet und bietet für seine ca. 3.800 Mitglieder ein Sportangebot in über 13 Abteilungen (u. a. Schwimmen, Basketball, Ski Alpin, Handball etc.).[67]
  - Handball: Größter Erfolg der TSV-Handballer war bisher neben der Bayerischen Meisterschaft (Frauen) 2002 der damit verbundene Aufstieg in die drittklassige Regionalliga Süd. Die Handballabteilung des TSV nimmt mit zwei Herrenmannschaften, einem Damenteam und siebzehn Nachwuchsmannschaften am Spielbetrieb[68] des Bayerischen Handballverbandes (BHV) teil. Die 1. Herrenmannschaft spielt 2023/24 in der Bezirksoberliga Oberbayern (6. Liga) und das Damenteam in der bayerischen Handball-Bayernliga (4. Liga).

- Der Sport-Club Baldham wurde 1955 gegründet und fusionierte 2007 mit dem FV Vaterstetten zum SC Baldham-Vaterstetten.[69] Der Verein bietet drei Sportarten an: Fußball, Tennis und Tischtennis. Die erste Herrenmannschaft der Fußballer spielt in der Saison 2021/22 in der Kreisliga, zuvor spielte man neun Jahre in der Bezirksliga.[70]
- Der Baseball-Club Baldham Boars e. V. wurde 1988 gegründet und ist nach eigenen Angaben einer der ältesten und traditionsreichsten Baseballvereine in Bayern.[71] Im Jahr 2021 feierte der Club seine dritte Meisterschaft in der 2. Baseball-Bundesliga.[72]
- Der Bogensportverein Bogenschützen Vaterstetten e. V. wurde 1980 gegründet und ist im BSSB organisiert. Seit 2001 trainiert der Verein auf dem Bogengelände am Flurweg in Baldham und bietet auf fahrbaren Scheiben Disziplinen bis 90 Meter Distanz an.

## Postleitzahlen und Telefonvorwahlen
Neben der hauptsächlich gültigen Postleitzahl 85591 gelten die 85598 für Baldham, die 85599 für Hergolding und Parsdorf, die 85622 für Weißenfeld sowie die 85646 für Neufarn und Purfing.
Die Vorwahl 08106 gilt für Vaterstetten, Baldham und Purfing, die 089 für Neufarn, Parsdorf, Hergolding und Weißenfeld.

## Persönlichkeiten

### Ehrenbürger
Diese Liste ist sortiert nach dem Datum der Verleihung der Ehrenbürgerwürde.
- Gabriele Boll († 1978; verliehen 1970), Ordensschwester, gründete 1933 das Altenheim Haus Maria Linden in Baldham und leitete es bis zu ihrem Tode; nach ihr ist die Sr.-Gabriele-Boll-Straße benannt[73]
- Franz Hollweck (* 28. Oktober 1898 in Söldenau, † 21. September 1990 in Hergolding; verliehen 1973[74]), Bürgermeister von 1947 bis 1972; nach ihm ist die Bürgermeister-Hollweck-Straße benannt[75]
- Peter Linner (* 1927 in Vaterstetten; verliehen am 21. März 2024), vor Ort vielfältig ehrenamtlich engagiert (Krieger- und Soldatenverein, Feuerwehr Vaterstetten, Altschützen, Gemeinderat)[76][77]

### Weitere Persönlichkeiten
Diese Liste umfasst Personen, die in Vaterstetten geboren wurden, wirkten oder langjährig wohnten, und ist nach Geburtsdatum sortiert.
- Friedrich Gustav Badewitz (1779–1847), Theaterschauspieler
- Amalie Hohenester (1827–1878), Wunderheilerin
- Ernst Mach (1838–1916), Physiker, Gestaltpsychologe und Philosoph, ließ sich 1913 in Vaterstetten nieder, wo er 1916 starb. Nach ihm ist die Ernst-Mach-Straße in Vaterstetten benannt.
- Ludwig Mach (1868–1951), Erfinder
- Karl Böhm (1894–1981), Dirigent, lebte viele Jahre in der Gemeinde Vaterstetten. Nach ihm ist die Karl-Böhm-Straße im Gemeindeteil Baldham benannt
- Robert Thoeren (1903–1957), Schauspieler, lebte in Baldham.[78]
- Martin Ritter (1905–2001), Maler und Grafiker, lebte mehrere Jahrzehnte in Baldham; dort wird heute auch sein Nachlass verwaltet und ausgestellt.[79][80]
- Rudolf Hemmerle (1919–2013), deutscher Schriftsteller
- Erica Beer (1925–2013), Schauspielerin, lebte bis zu ihrem Tod in Baldham.[78]
- Erika Köth (1925–1989), Sopranistin, lebte viele Jahre in Gemeindeteil Baldham in der heutigen Erika-Köth-Straße.[81]
- Günther Senftleben (1925–1982), Kameramann, lebte in Vaterstetten.[78]
- Karlheinz Böhm (1928–2014), Schauspieler und Gründer der Stiftung Menschen für Menschen, wohnte lange Zeit in Baldham. Nach ihm wurde die 2019 fertiggestellte Karlheinz-Böhm-Grund- und Mittelschule benannt.[82]
- Werner Achmann (1929–2001), Filmarchitekt, lebte in Vaterstetten.[78]
- Ernst Strom (1929–2019), Grafiker und Maler, lebte und wirkte in Vaterstetten.[83]
- Dagobert Lindlau (1930–2018), Journalist und Schriftsteller, lebte viele Jahrzehnte in Vaterstetten.
- Robert Jung (1935–2015), Komponist, lebte 45 Jahre in Baldham.
- Georg Kirner (* 1936), Abenteuerreisender, lebt seit vielen Jahren in Baldham.[84]
- Wolfgang Uhrig (* 1940), Sportjournalist, lebt in Baldham.[85]
- Brigitte Stephani (* 1942), Volkskundlerin, lebt seit 1999 in Baldham.
- Hans Jürgen Neusser (* 1943), Physiker und Physikochemiker, ab 1979 Professor für Physikalische Chemie in München
- Renate Will (* 1947), Politikerin (FDP), lebte einige Jahrzehnte in der Gemeinde Vaterstetten, von 2015 bis 2022 Gemeinderätin
- Konstantin M. Thoeren (1948–2019), Filmproduzent, lebte in Baldham.[78]
- Karl Baumgartner (1949–2014), Spezialeffektkünstler, lebte in Baldham.[78]
- Thomas M. Stein (* 1949), Musikmanager, wohnt seit 1993 in Baldham, sein Zweitwohnsitz ist in St. Ulrich am Pillersee in Tirol.[86]
- Marianne und Michael (* 1949 und 1953), Volksmusikduo, wohnen seit 1992 in Baldham.[87][88]
- Harold Faltermeyer (* 1952), Komponist und Musikproduzent, ist im Gemeindeteil Baldham aufgewachsen. Er lebt abwechselnd in Baldham und Los Angeles.
- Jean-Marie Pfaff (* 1953), Fußballspieler, lebte von 1982 bis 1988 in Baldham.[85]
- Gabriele Müller (* 1959), Kommunalpolitikerin und Bürgermeisterin in Haar, aufgewachsen in Baldham.
- Andrea Sawatzki (* 1963), Schauspielerin, aufgewachsen in Baldham.[78]
- Christoph Scheuerecker (* 1963), Autor, aufgewachsen in Baldham.
- Katharina Böhm (* 1964), Schauspielerin, wohnt im Gemeindeteil Baldham und ist dort auch aufgewachsen.[89]
- Mick Schnelle (1964–2022), Computerspiele-Journalist, wohnte mehrere Jahrzehnte in Baldham.[90]
- Albert Zink (* 1965), Anthropologe, Leiter des Gletschermumien-Instituts in Bozen, aufgewachsen in Baldham.[91]
- Claus Raible (* 1967), Jazzpianist, in Baldham aufgewachsen, kehrte nach einigen Jahren in New York wieder nach Baldham zurück.[92][93]
- Jess Jochimsen (* 1970), Kabarettist und Autor, aufgewachsen in Baldham.[94]
- Daniel Müller-Schott (* 1976), Cellist, aufgewachsen in Vaterstetten.[95]
- Christoph Klingan (* 1977), Generalvikar des Erzbistums München und Freising, aufgewachsen in Baldham
- Martin Hagen (* 1981), Politiker (FDP), wohnt im Gemeindeteil Baldham, seit Juli 2022 Mitglied des Gemeinderats Vaterstetten.[96]
- Tohru Nakamura (* 1983), Sternekoch, aufgewachsen und wohnhaft in Baldham.[97]